# Pouteria cubensis
Pouteria cubensis är en tvåhjärtbladig växtart som beskrevs av Charles Baehni. Pouteria cubensis ingår i släktet Pouteria och familjen Sapotaceae. IUCN kategoriserar arten globalt som starkt hotad. Inga underarter finns listade i Catalogue of Life.